# هرمية الذاكرة

رسم بياني لهرمية ذاكرة الحاسوب

في معمارية الحاسوب، تقسم هرمية الذاكرة تخزين الحاسوب إلى تسلسل هرمي وفقًا لوقت الاستجابة. نظرًا لارتباط وقت الاستجابة والتعقيد والسعة، يمكن أيضًا تمييز المستويات عن طريق أدائها وتقنيات التحكم بها. تؤثر هرمية الذاكرة على الأداء في التصميم المعماري للحاسوب، والتنبؤات الخوارزمية، والتركيبات البرمجية منخفضة المستوى التي تتضمن موقع مرجعي.
يتطلب التصميم عالي الأداء مراعاة قيود هرمية الذاكرة، أي حجم وقدرات كل مكون. يمكن عرض كل مكون من المكونات المختلفة كجزء من هرمية الذاكرة (m1, m2,..., mn) بحيث يكون كل طرف mi أصغر وأسرع من الطرف الأعلى التالي mi + 1 في التسلسل الهرمي. للتقليل من الانتظار بمستويات أعلى، يستجيب المستوى الأدنى عن طريق ملء الذاكرة المؤقتة ثم التأشير لتنشيط النقل.
توجد أربعة مستويات تخزين رئيسية:
- داخلي- سجلات المعالج وذاكرة التخزين المؤقت.
- رئيسي- نظام ذاكرة الوصول العشوائي وبطاقات وحدة التحكم.
- تخزين كمي متصل- تخزين ثانوي.
- تخزين إجمالي خارجي- التخزين الثلاثي والخارجي.

يعد هذا الهيكل الهرمي للذاكرة العامة. وتستخدم عدة هياكل أخرى. فيمكن اعتبار خوارزمية التصحيف مستوى للذاكرة الافتراضية عند تصميم معمارية الحاسوب، ويمكن تضمين مستوى من التخزين شبه المتصل بين التخزين المتصل والخارجي.

## خصائص التقنيات في هرمية الذاكرة
- تؤدي إضافة التعقيد إلى إبطاء هرمية الذاكرة.[2]
- تعمل تقنية ذاكرة أكسيد الفلز الموصل (سي إم أو إكس) على توسيع مساحة الذاكرة الوميضية (ذاكرة الفلاش) في هرمية الذاكرة.[3]
- تتمثل إحدى الطرق الرئيسية لزيادة أداء النظام في تقليل المدى الذي يجب الوصول إليه في هرمية للذاكرة لمعالجة البيانات إلى أدنى حد.[4]
- تعد المهلة والنطاق الترددي مقياسان مرتبطان بذاكرة التخزين المؤقت. وهما غير موحدان، لكنهما محددان لكل مكون من هرمية الذاكرة.[5]
- يصعب التنبؤ بمكان تواجد البيانات في التسلسل الهرمي للذاكرة.[5]
- ... يحدد الموقع في هرمية الذاكرة الوقت المطلوب لحدوث الإحضار المسبق.[5]

## أمثلة
يزداد عدد المستويات في هرمية الذاكرة والأداء في كل مستوى بمرور الوقت. يتغير نوع الذاكرة أو مكونات التخزين أيضًا تاريخيًا. فتمثل هرمية الذاكرة لمعالج إنتل هاسويل المحمول لعام 2013 كالتالي:
- سجلات المعالج - أسرع وصول ممكن (دورة وحدة معالجة مركزية واحدة عادةً). يبلغ حجمها بضعة آلاف البايتات.
- الذاكرة المخبئية
  -   المستوى 0 (L0) الذاكرة المخبئية للعمليات الصغيرة- يبلغ حجمها 6.144 بايت (6 كيلوبايت).[8]
  -   المستوى 1 (L1) الذاكرة المخبئية للتعليمات- يبلغ حجمها 128 كيلوبايت.
  -   المستوى 1 (L1) الذاكرة المخبئية للبيانات- يبلغ حجمها 128 كيلوبايت. تبلغ أفضل سرعة وصول نحو 700 جيجابايت/ثانية.[9]
  -   المستوى 2 (L2) التعليمات والبيانات (المشاركة)- يبلغ حجمها 1 ميجابايت. تبلغ أفضل سرعة وصول نحو 200 جيجابايت/ثانية .[9]
  -   المستوى 3 (L3) الذاكرة المخبئية المشاركة- يبلغ حجمها 6 ميجابايت. تبلغ أفضل سرعة وصول نحو 100 جيجابايت/ثانية.[9]
  -   المستوى 4 (L4) الذاكرة المخبئية المشاركة- يبلغ حجمها 128 ميجابايت. تبلغ أفضل سرعة وصول نحو 40 جيجابايت/ثانية.[9]
- الذاكرة الرئيسية (التخزين الأساسي)- يبلغ حجمها جيجابايت. تبلغ أفضل سرعة وصول نحو 10 جيجابايت/ثانية. في حالة جهاز ذو ذاكرة غير موحدة الوصول، قد تكون أوقات الوصول غير موحدة.[9]
- التخزين على القرص (التخزين الثانوي)- يبلغ حجمه تيرابايت. اعتبارًا من عام 2017، بلغت أفضل سرعة وصول لمحرك الأقراص الصلب للمستهلك نحو 2000 ميجابايت/ثانية.[10]
- تخزين شبه متصل (تخزين ثلاثي)- يبلغ حجمه إكسابايت. اعتبارًا من عام 2013، بلغت أفضل سرعة وصول نحو 160 ميجابايت/ثانية .
- التخزين الخارجي.